# Saint Jérôme près d'un saule
Saint Jérôme près d'un saule est une gravure sur cuivre à la pointe sèche réalise en 1512 par l'artiste de la Renaissance allemande Albrecht Dürer (1471-1528).

## Technique
Le Saint Jérôme près d'un saule est l'une des trois planches, toutes datées de 1512, que Dürer grave entièrement à la pointe sèche, montrant ainsi l'étendue de sa curiosité pour l'art de l'estampe sous toutes ses formes. De son vivant, à l'exception du Maître du Livre de Raison, qui est le premier à délaisser le burin au profit de cet outil, aucun autre graveur ne s'empare de cette technique, et de façon plus générale, rares sont les graveurs des XVIe et XVIIe siècles qui recourent à la pointe sèche sans l'associer au burin. Dürer met pleinement à profit les possibilités offertes par cette technique, notamment l'obtention de subtils effets de matière et de velouté, particulièrement perceptibles dans le traitement des frondaisons clairsemés du saule et de la maigre végétation qui pousse sur les roches.

## Iconographie
Comme pour le Saint Jérôme dans la grotte qu'il grave sur bois la même année, Dürer combine ici le type iconographique du saint Jérôme pénitent avec celui du docteur et Père de l'Église, occupé à la rédaction de la Vulgate, et dont le chapeau de cardinal, posé à proximité, vient rappeler le rang. L'artiste reprend ainsi à son compte une formule particulièrement appréciée des peintres vénitiens, notamment Giovanni Bellini.